# Athénée royal Thil Lorrain
 (août 2021).
Si vous disposez d'ouvrages ou d'articles de référence ou si vous connaissez des sites web de qualité traitant du thème abordé ici, merci de compléter l'article en donnant les références utiles à sa vérifiabilité et en les liant à la section « Notes et références ».
L’athénée royal Thil Lorrain, connu également sous le nom d’athénée royal Verviers 1, est un établissement d’enseignement secondaire général de la Communauté française, situé à Verviers, en Belgique, le long de la Vesdre, rue Thil Lorrain. Il compte aussi une école maternelle en campagne à Heusy et primaire rattachée aux bâtiments principaux.
Sur la façade, on peut y lire le nom de collège communal. Juste au-dessus de la porte, on peut y voir un blason de Verviers (incorrect d’ailleurs.) 
À l’intérieur de cette école, une verrière immense couvre le préau.
L’athénée dispose aussi d’un hall omnisports datant de la fin des années 80. Il sert à plusieurs clubs de Verviers pour les entraînements et les matchs. Il servait aussi régulièrement à Cindy Stollenberg pour ses entraînements.

## Histoire
- 1789 : fin de l'ancien régime. Développement de l'enseignement officiel.
- 1807 (3 novembre) : décret impérial créant à Verviers un collège d'enseignement secondaire pour garçons dans le couvent des Sépulchrines, rue du Collège.
- 1814 (mercredi 5 août) : l'hôpital volant n°1 (c'est le nom qu'il sera attribué à l'athénée royal de Verviers transformé, pour cause de guerre, en hôpital) recevra les premiers blessés de ce conflit.(sources: recherches perso, photos, documents et autres)
- 1815 : poursuite de la laïcisation de l'enseignement à l'époque du royaume uni des Pays-Bas.
- 1831 : création de l'école industrielle et commerciale sous l'égide de la Ville appelée « collège communal ». Par la suite, l'école se transformera en école industrielle et littéraire et s'adjoindra une école moyenne de premier et deuxième degré dont Thil Lorrain sera directeur en 1871.
- 1873 : incendie du couvent des Sépulchrines (refuge au couvent Saint-Paul).
- 1874 : le collège devient officiellement « collège communal ».
- 1875 (6 octobre) : inauguration des nouveaux bâtiments rue Thil Lorrain, conçus par l'architecte Auguste Vivroux.
- 1881 (4 juillet) : reprise du collège communal par l'État sous le nom de « athénée ».
- 1881 (octobre) : début des cours à l'athénée, rue Thil Lorrain.